# Lund–Trelleborgs Järnväg
Lund-Trelleborgs Järnväg var en järnväg som gick sträckan Lund–Staffanstorp–Svedala–Trelleborg. 

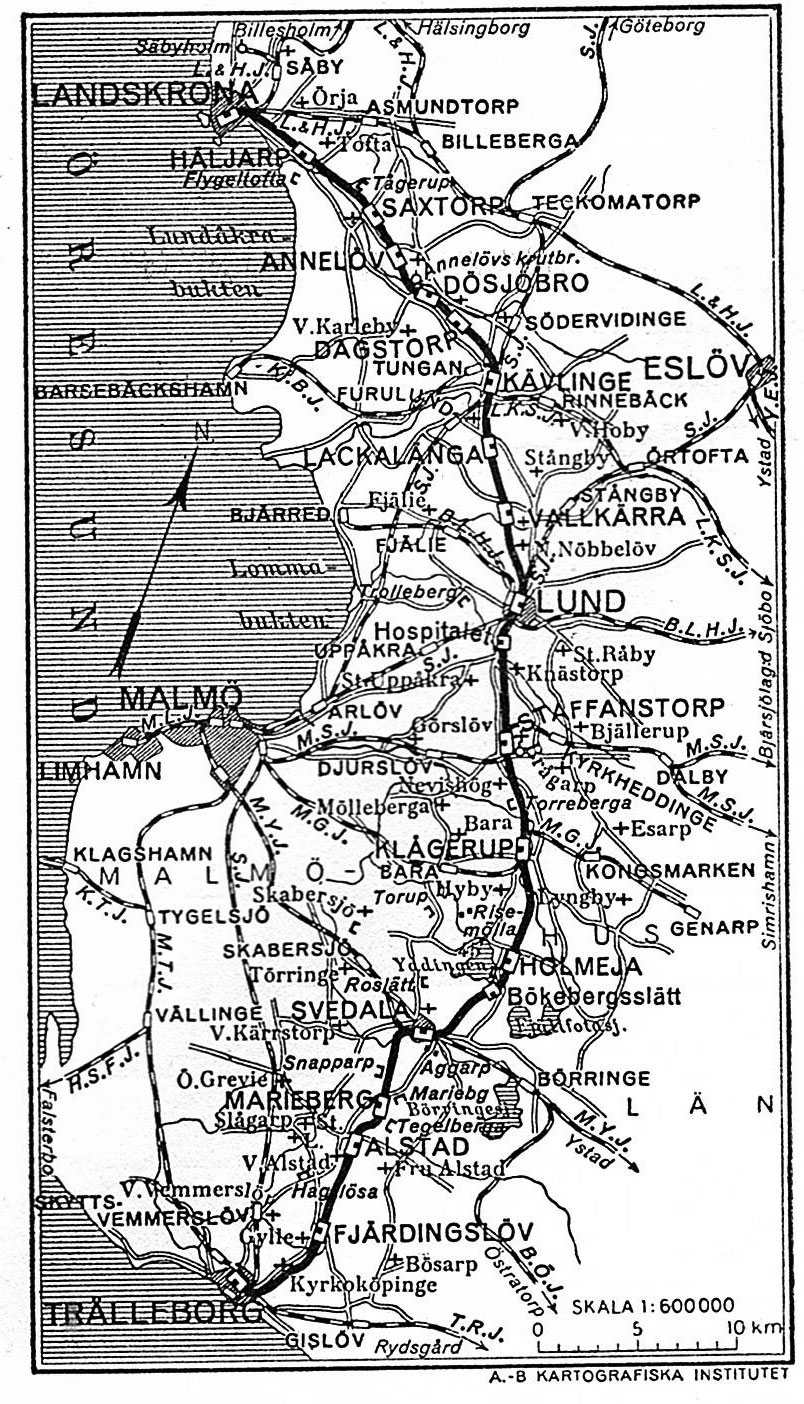
LLTJ. Karta 1926.

## Historik
Lund–Trelleborgs Järnväg öppnades för trafik 1875. År 1919 uppgick banan i Landskrona–Lund–Trelleborgs Järnväg. 

## Förstatligande och nedläggning
Banan förstatligades 1940 och lades ned 1960. 

## Nutid
Länsväg 108 mellan Svedala och Lund korsar den gamla banvallen. En bit av cykelvägen mellan Staffanstorp och Lund går på den tidigare banvallen. I södra Lund kan man se spår av Lund–Trelleborgs Järnväg. Spåret ligger fortfarande kvar från stationen till motorvägen E22 (vid Tetra Pak) och användes fram till 2015 för godstrafik till Tetra Pak.